# Суспільно-гуманітарний консорціум «Генеза»
Суспі́льно-гуманіта́рний консо́рціум «Гене́за» — український аналітичний центр у Львові; діє на засадах громадської фундації. Веде дослідження 3-го сектору, друкує періодичні видання, проводить конференції.
Консорціум «Генеза» задуманий і функціонує як інформаційно-аналітична та науково-навчальна інституція з метою вивчення змін політичного простору в посткомуністичному світі і, зокрема, в Україні. «Генеза» виникла у 1992 році як «альтернатива» до організаційної системи наукових досліджень, що була успадкованою від комуністичного періоду.
У складі Консорціуму на постійній основі працює 10 співробітників.
Структурна побудова СГК «Генеза» включає:
- дослідний відділ;
- відділ інформаційно-аналітичних технологій;
- видавничий центр;
- постійно діючий методологічний семінар;
- навчальну лабораторію стажування студентів та спеціалістів;
- аналітичну агенцію, завданням якої є поширення продукції СГК «Генеза» у засобах масової інформації, серед зацікавлених осіб та інституцій.

Керівники консорціуму: Любомир Скочиляс (президент), Діана Стасюк-Юраш (генеральний директор).